# Imogirituin
Imogirituin is een plein in Amsterdam-Oost.

## Geschiedenis en ligging
Het autovrije plein met voet- en fietspad kreeg per raadsbesluit van 23 maart 1994 haar naam; een vernoeming naar de stad Imogiri op het eiland Java in Indonesië, dat aldaar bekend is vanwege de begraafplaats Imagiri. De Imogirituin ligt dan ook op het Java-eiland in de Indische Buurt. Tijdens de herinrichting van het Java-eiland van havengebied tot woonwijk werden tussen de dichte bebouwing een aantal pleinen/tuinen ingepland, die van oost naar west verbinding met elkaar hebben, zodat een ook doorlopend voet- en fietspad kon worden neergelegd.
De Imogirituin ligt tussen de Sumatrakade (noord) en Javakade (zuid), Brantasgracht (west) en Lamonggracht (oost). Het gehele gebied is ingericht door stedenbowukundige Sjoerd Soeters.

## Gebouwen
Alle gebouw dateren van de jaren negentig waarbij de architectuur Postmodernistisch is. Soeters leverde een aantal gebouwen, maar ook het internationale Cruz y Ortiz heeft voor deze wijk gebouwen ontworpen. Bijdragen van de individuele architecten verschillen onderling, maar komen wel diverse keren in de wijk terug. De bijdragen van Soeters zijn herkenbaar aan de kleurige gevels; die van Cruz y Ortiz aan de geelachtige bakstenen. De huisnummers lopen op van 2 tot en met 8 gelegen aan de noordoostrand van het plein. De huisnummers 1 tot en met 27 en 29 tot en met 55 liggen centraal aan het plein in twee gebouwen van Cruz y Ortiz. Voor het overige kijkt men aan tegen de achtergevels van gebouwen aan de Sumatra- en Javakade. Zogenaamde poortgebouwen geven verbinding tussen plein en kades. Er staan ook nog twee gebouwtjes voor de nutsvoorzieningen op het plein.

## Kunst
Aan de oostzijde van het plein is een deel te zien van een titelloos kunstwerk van Piet Dieleman (het andere deel bevindt zich nabij de Majanggracht).

## Afbeeldingen

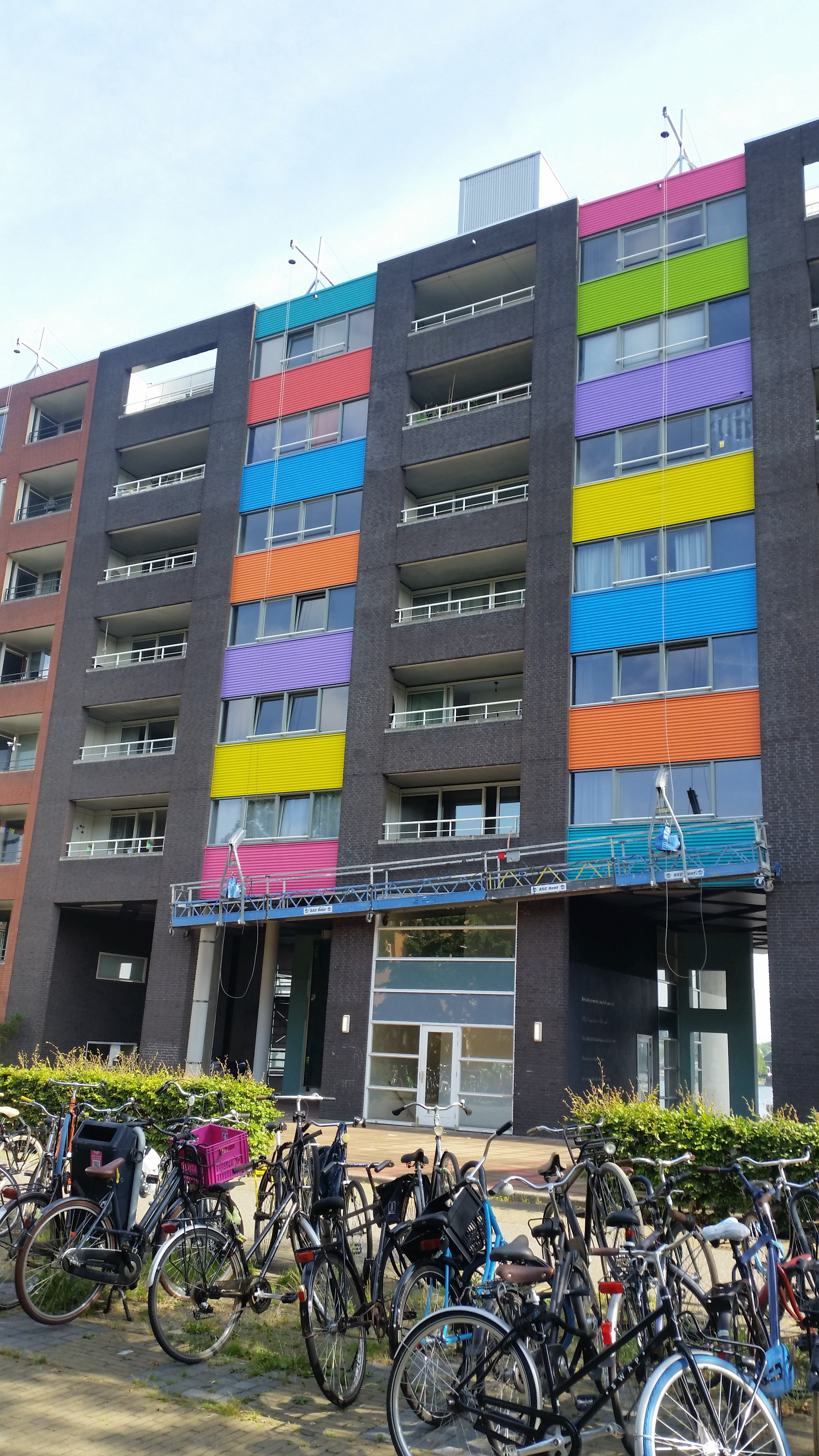
Poortgebouw van Soeters (juli 2019)
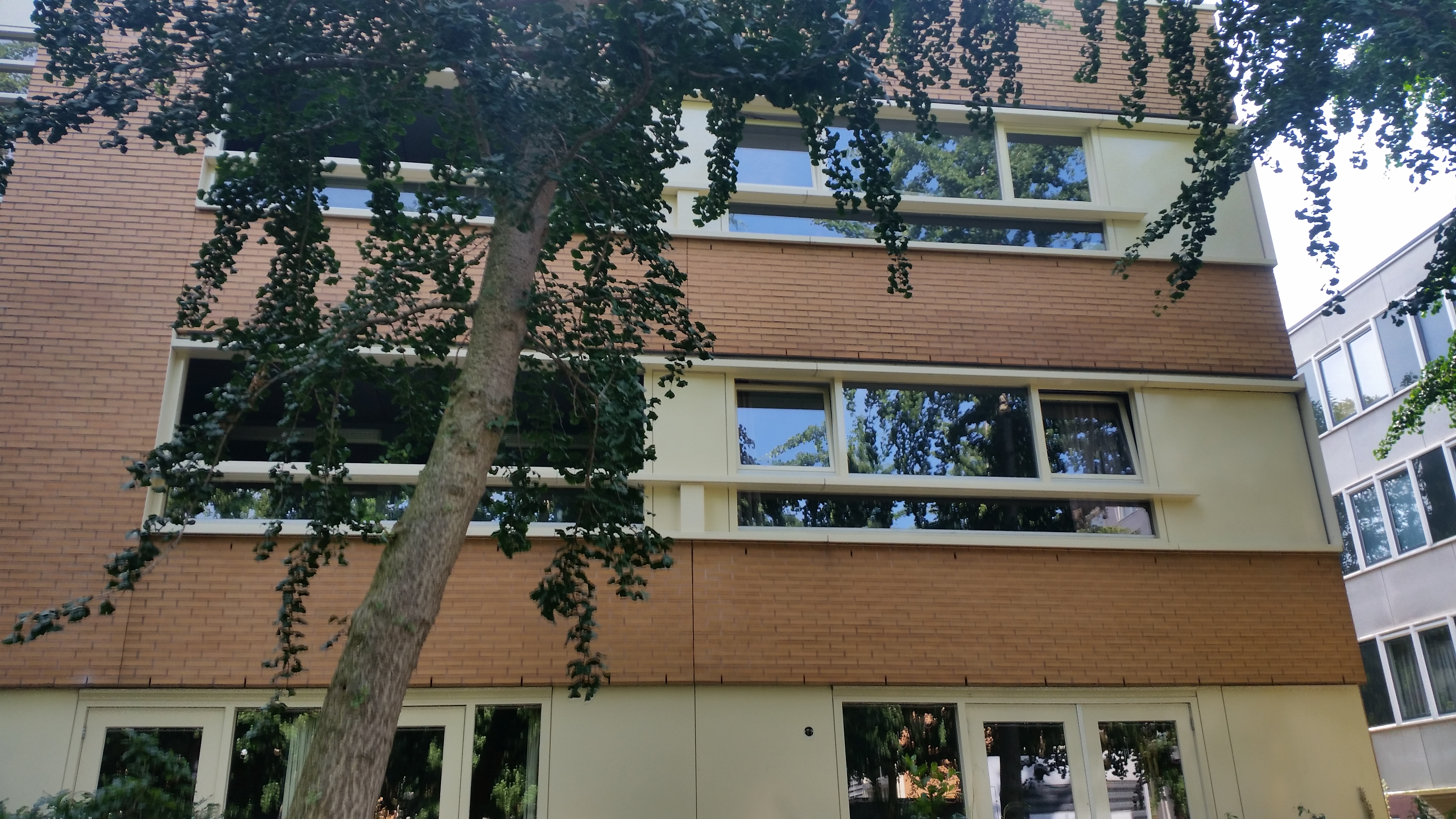
Gebouw van Cruz y Ortiz (juli 2019)
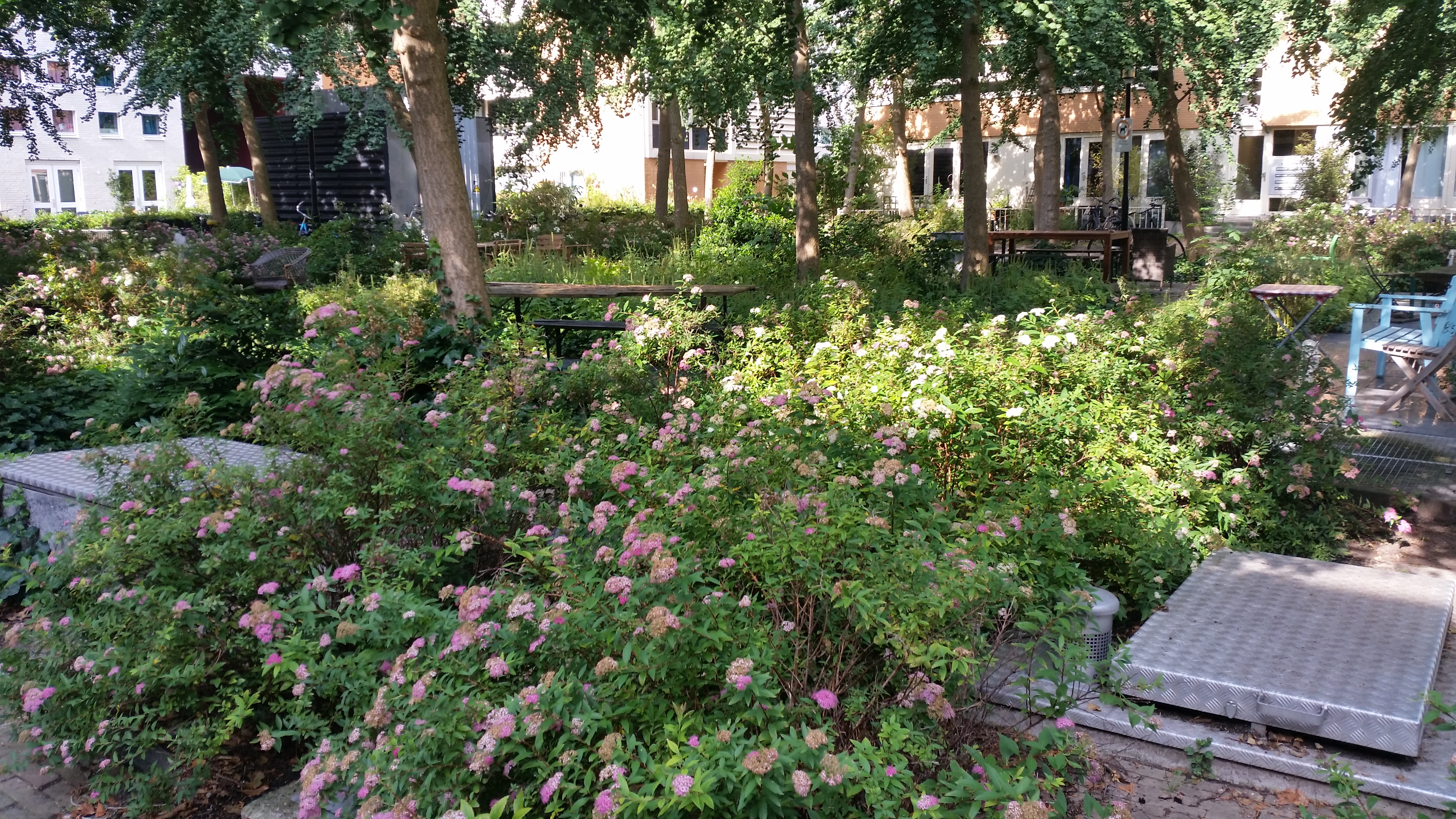
Binnentuin (juli 2019)